# Maksim Maksimov
Pour les articles homonymes, voir Maksimov.
Maksim Guennadievitch Maksimov (en russe : Максим Геннадьевич Максимов), né le 6 septembre 1979 à Ijevsk, est un biathlète russe. Ses deux seuls podiums individuels ont été obtenus aux Championnats du monde.

## Carrière
Maksim Maksimov fait sa première apparition en Coupe du monde en 2001 lors d'une étape organisée à Oslo (Norvège). Relégué en Coupe d'Europe, l'antichambre de la Coupe du monde, il ne retrouve l'élite mondiale que lors de la saison 2007-2008. Dès sa première course à Ruhpolding, il se distingue en prenant une treizième place en sprint lui octroyant ainsi ses premiers points en carrière. Il récidive lors des manches suivantes puis il est sélectionné pour les Mondiaux 2008 organisés à Östersund. Non inscrit pour les épreuves de sprint et de poursuite, le Russe surprend en remportant la médaille de bronze lors de l'épreuve du 20 km individuel. Auteur de l'unique sans faute au tir de la course, le biathlète parvient à monter sur la troisième marche du podium, n'étant devancé que par les Norvégiens Emil Hegle Svendsen et Ole Einar Bjørndalen. En 2011, il arrive cette fois-ci deuxième de cette épreuve aux Mondiaux de Khanty-Mansiïsk, toujours avec un sans faute, derrière Tarjei Bø. Il remporte une deuxième médaille d'argent avec le relais, médaille qu'il devra rendre quelques années plus tard en raison de la disqualification du relais Russe pour le dopage avéré d'Ustyugov.

## Vie personnelle
Il s'est marié avec la biathlète Albina Akhatova, devenue son entraîneuse personnelle par la suite.

## Palmarès

### Championnats du monde
| Mondiaux / Épreuve   | Individuel                | Sprint | Poursuite | Départ en masse | Relais | Relais mixte |
| 2008 Östersund       | Médaille de bronze, monde | -      | -         | 4e              | -      | -            |
| 2009 Pyeongchang     | 37e                       | -      | -         | -               | 6e     | -            |
| 2011 Khanty-Mansiïsk | Médaille d'argent, monde  | -      | -         | 17e             | DSQ    | -            |

Légende :

 : épreuve inexistante

- : n'a pas participé à l'épreuve

DSQ : disqualifié

### Coupe du monde
- Meilleur classement général : 33e en 2008 et en 2011.
- 3 podiums[2] :
- 2 podiums individuels : 1 deuxième et 1 troisième place.
- 1 podium en relais : 1 victoire.

#### Classements en Coupe du monde
| Saison    | Classement général final | Individuel | Sprint | Poursuite | Mass start |
| 2000-2001 | nc                       |            | nc     | nc        |            |
|           |                          |            |        |           |            |
| 2007-2008 | 33e                      | 13e        | 47e    | 39e       | 24e        |
| 2008-2009 | 58e                      | 69e        | 64e    | 39e       |            |
| 2009-2010 | nc                       | nc         | nc     |           |            |
| 2010-2011 | 33e                      | 15e        | 51e    | 36e       | 31e        |

### Championnats d'Europe
- Médaille d'or du relais en 2008.
- Médaille de bronze de la poursuite en 2008.